# Ferdinand Bučina
Ferdinand Bučina (26. října 1909 Nusle – 10. listopadu 1994 Praha) byl český fotograf a filmař.

## Život

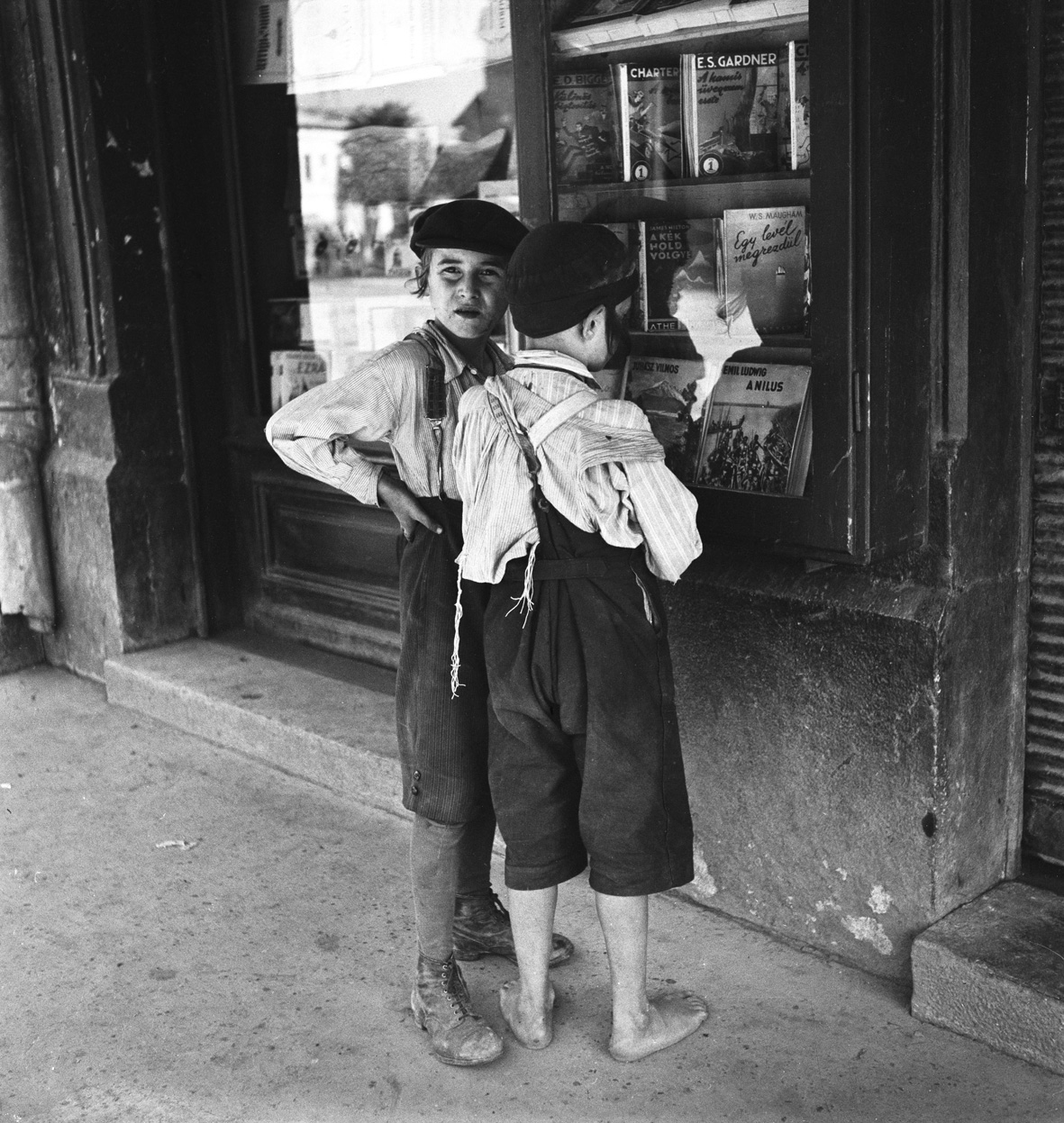
Židovští chlapci před výkladem knihkupectví v Užhorodu. Jedna z fotografií, pořízených během cesty manželů Bučinových na Podkarpatskou Rus v roce 1936

Narodil se v Nuslích u Prahy v rodině obchodníka s potravinami Josefa Bučiny a jeho manželky Marie, rozené Špičkové. Později se rodina přestěhovala na Smíchov. V jedenácti letech se stal členem skautského oddílu. Zde si vytvořil vztah k přírodě i skautskou hierarchii životních hodnot. Našel tu celoživotní přátele, například budoucího keramika Jana Kutálka, i svou budoucí manželku Vlastu Sychrovskou. Ze skautského prostředí rovněž pocházejí první Bučinovy fotografie z poloviny dvacátých let.
Od roku 1920 studoval na smíchovském gymnáziu, kde 8. června 1928 úspěšně odmaturoval. Na přání rodičů se zapsal ke studiu na právnickou fakultu Univerzity Karlovy. Po dvou letech ale studia zanechal. Poté pracoval v obchodě svého otce.

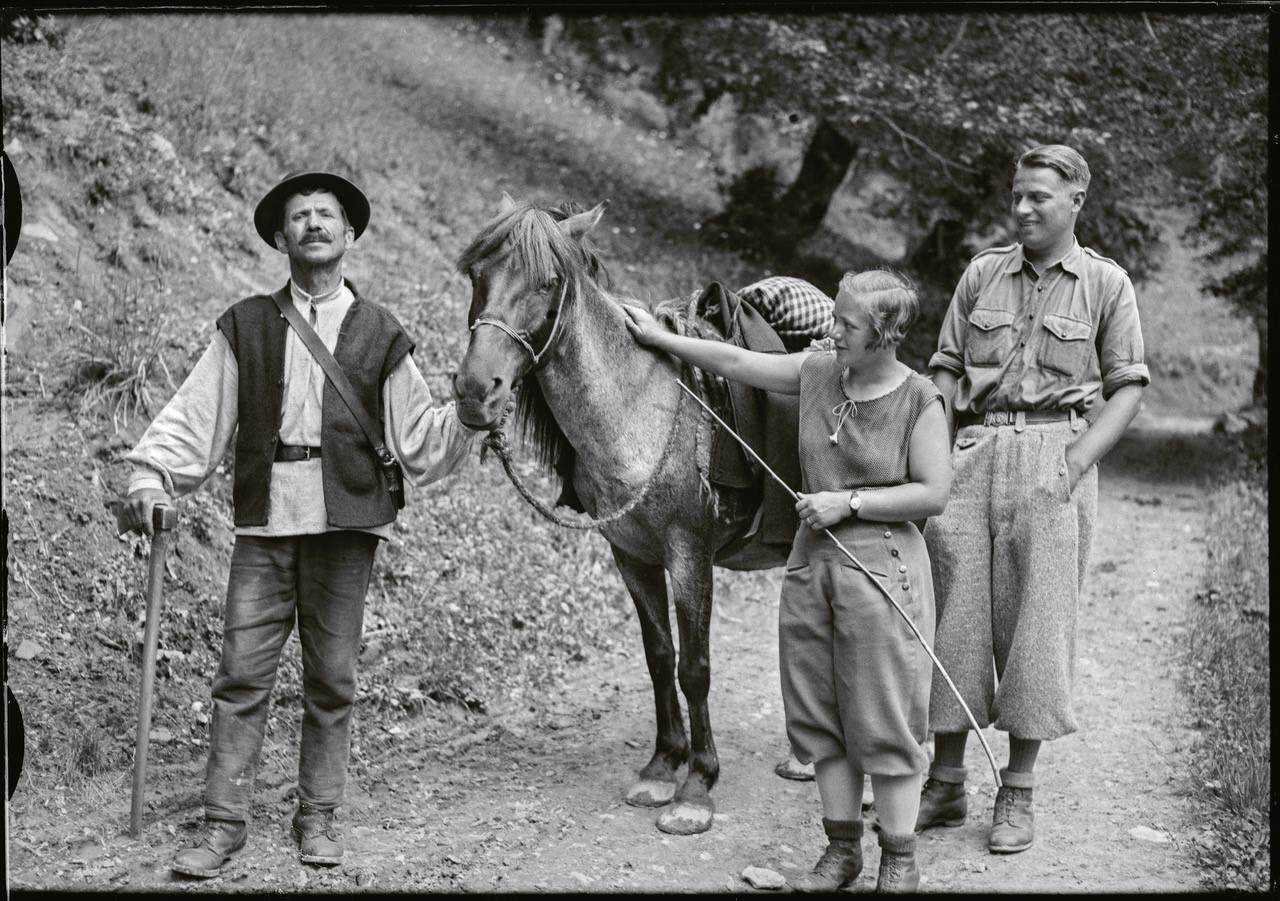
Nikolaj Dumen, kůň Muci, Vlasta a Ferdinand Bučinovi, Podkarpatská Rus, léto 1936

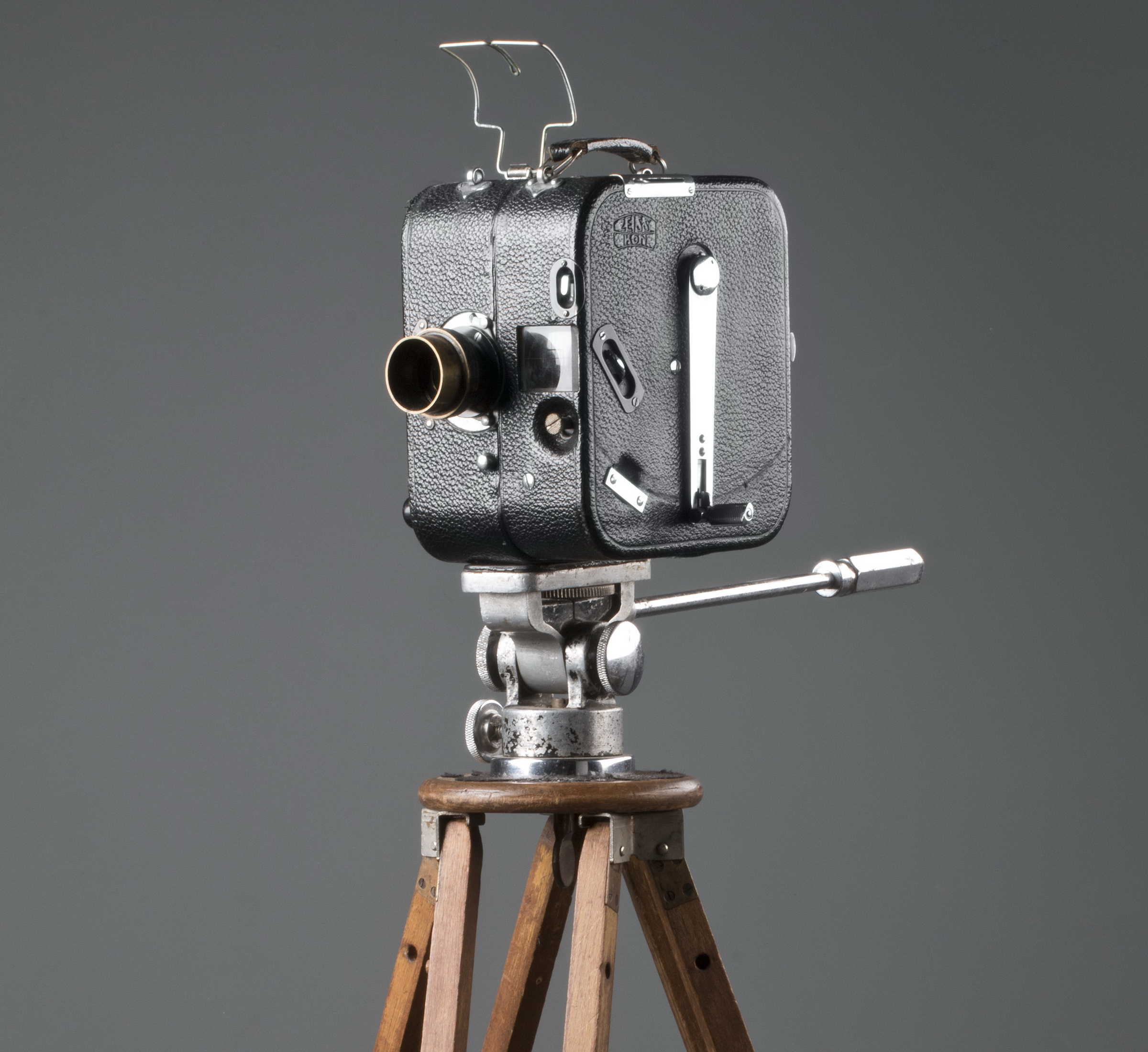
Kamera Kinamo N25 z Bučinovy pozůstalosti

V roce 1936 se oženil a se svou ženou Vlastou plánovali svatební cestu do Bolívie ve spolupráci s františkánským misionářem a Česko – bolivijskou obchodní společností. Pro tuto cestu si zakoupil dvouokou zrcadlovku Rolleiflex a reportážní filmovou kameru Zeiss Ikon Kinamo na film 35 mm. Výprava byla pro obavy rodičů o rok odložena a novomanželé se vydali na svatební cestu na Podkarpatskou Rus. Pro převážení fotografické a filmové techniky měli místního průvodce s huculským koníkem. Během cesty pořídil řadu fotografií a filmových reportáží. Negativy vždy jednou za čas v improvizovaných podmínkách vyvolal a zajímavé náměty doplnil doprovodnými texty a odeslal do pražských redakcí, takže byly ještě před návratem novomanželů publikovány v tisku (časopisy Ahoj a Ozvěny domova i světa) i ve filmu (filmový žurnál UFA, Československý filmový týdeník). Například fotografie, které pořídil 9. června v užhorodské cikánské škole vyšly v časopisu Ahoj, který si autor ještě na Ukrajině zakoupil o necelé tři týdny později. Tématy Bučinových fotografií byla nejen krajina a příroda ale též motivy etnografické a sociální, jako jsou práce vorařů, život na horských salaších, reportáže z cikánské školy v Užhorodu, z užhorodského tržiště nebo z prostředí ortodoxních Židů v tomto městě.
Po návratu z Podkarpatské Rusi vystavil několik fotografií ze své cesty ve výkladní skříni obchodníka s fotografickými potřebami Karla Popa ve Spálené ulici. Na základě těchto fotografií si jej všiml architekt Petr Flenyko a pověřil jej pracemi pro oddělení cizineckého ruchu ministerstva obchodu. Pro ministerstvo obchodu pak fotografoval a filmoval až do roku 1939. Protože fotografie byla prohlášena řemeslnou živností, musel požádat o živnostenský list, který mu byl udělen 15. ledna 1937. Nejvýznamnější výsledky Bučinovy fotografické činnosti na poli propagace cestovního ruchu byly uveřejněny na výstavě Fotografie ve službách cestovního ruchu v Uměleckoprůmyslovém muzeu v Praze, Praha 1941. Jednalo se o 113 velkoformátových fotografií (50 × 60 až 100 × 120 cm) z archivu ministerstva obchodu, kdy Bučina byl autorem naprosté většiny z nich.
V době po mobilizaci v roce 1938 působil jako fotograf a kameraman u armádního zpravodajského útvaru. Pak nastoupil jako kameraman u Českého zvukového týdeníku – Aktuality. Většinu války (1940–1944) pracoval jako laborant u firmy Illek a Paul v Praze na Karlově náměstí. Během války vznikla i jeho kniha Lidé z Javorníka. Fotografie pro ni byly pořízeny během devatenácti dnů na přelomu února a března 1941 v Javorníku nad Veličkou, kniha vyšla na Vánoce 1941.
Po roce 1946 pracoval pro Československý zpravodajský film, později také pro Propagační a Krátký film. Při natáčení propagačních filmů o rybolovu a myslivosti spolupracoval mimo jiné i s fotografem Slávou Štochlem. Své zkušenosti s pobytem v přírodě a s jejím fotografováním využil v obrazových knihách pro děti a mládež Co děti viděly na louce (1954) a Plátěná osada (1956).
Věnoval se rovněž fotografii architektonických a uměleckých památek. Ty vyšly knižně v publikacích pro zahraničí Prager notturno (Pražské nokturno, 1957), Ein Steinerner traum des mittleralters (Město středověkého kouzla, 1958) a A book of madonas (Kniha madon, 1958) v nakladatelství Artia.

## Dílo

### Makrofotografie
Ve třicátých letech se věnoval makrofotografii přírodních motivů. Svou zkušenost v tomto oboru později zúročil v publikaci Amatér mezi rostlinami a zvířaty a Co děti viděly na louce.

### Barevná fotografie
V roce 1937 experimentoval s materiálem Autochrom.

## Filmografie

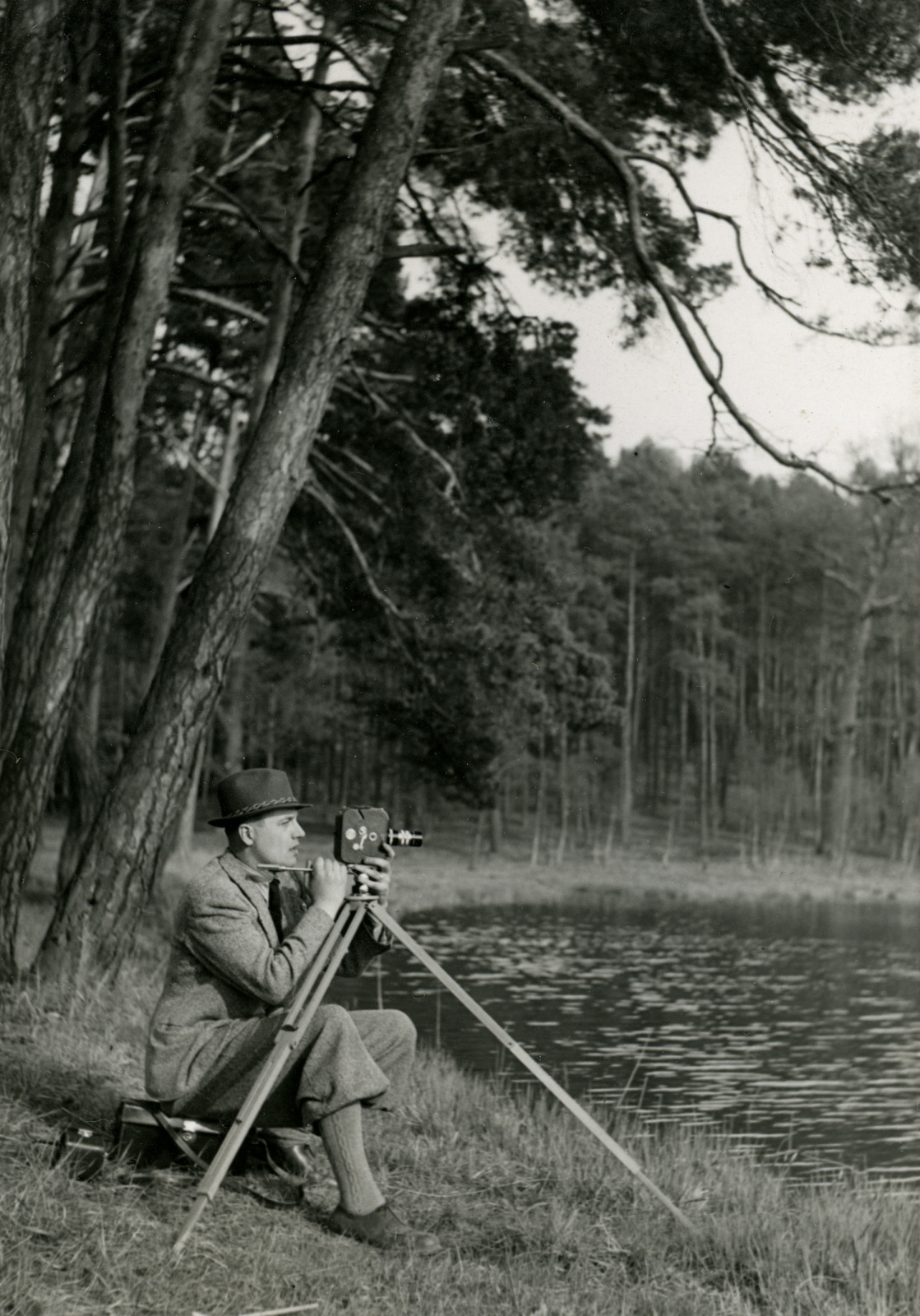
Ferdinand Bučina při práci s kamerou Kinamo N25, Jabkenická obora, jaro 1939

Natočil řadu reportáží, které byly promítány v rámci filmového žurnálu UFA a Československého filmového týdeníku. Prvními úspěšnými filmy byly reportáže o amerických bizonech chovaných maďarským grófem Széchenyim pod Vihorlatem na Slovensku a film o lovu jelenů v Tatrách, které pořídil během své svatební cesty v roce 1936.
Před druhou světovou válkou se obchodník s fotografickými potřebami Karel Pop stal zástupce francouzské firmy Pathé, která uvedla na trh nový kinematografický formát Pathé Baby – 9,5 mm s perforací uprostřed filmového pásu. Ferdinand Bučina měl natočit film, propagující tento nový filmový systém. Jako námět byl vybrán zánik Svatojánských proudů. Scénář napsal Petr Karásek a režie se ujal O. Turek. Exteriéry byly pořízeny v září 1939. Válečné události ale realizaci filmu neumožnily. Po skončení války Bučina prodal natočený materiál Krátkému filmu.
Po druhé světové válce působil jako scenárista, kameraman i režisér filmů propagujících cestovní ruch. Takovýchto filmů realizoval více než dvacet.

## Spisy

### Vydané knihy
- Lidé z Javorníka, Politika, Praha 1941.
- BUČINA, Ferdinand. Amatér mezi rostlinami a zvířaty. Praha: Jaroslav Spousta, 1948. 32 s. (Knihovna fotografa amatéra; sv. 8).
- Co děti viděly na louce, Státní nakladatelství dětské knihy, Praha 1954.
- Plátěná osada, Státní nakladatelství dětské knihy, Praha 1956.
- Prager notturno, Artia, Praha 1957 – kniha nočních snímků z Pražských ulic a zákoutí.
- Ein Steinerner traum des mittleralters (Město středověkého kouzla), Artia, Praha 1958 – kniha o historickém jádru Českého Krumlova.
- A book of madonas, Artia, Praha 1958 – reprodukce
- Die Zeltstadt, Artia, Praha 1958.
- PLEVA, Viktor. Bílé Karpaty. Ilustrace Ferdinand Bučina. Brno: Krajské středisko státní památkové péče a ochrany přírody, 1966. 11 s.
- MATĚJKA, Ivan. Vltava. Ilustrace Ferdinand Bučina a další. Praha: Slovart, 2006. 122 s. ISBN 80-7209-798-9.
- Gabriela Fatková, Tomáš Rasl, Marcela Starcová, Václav Štěpánek, Vít Trachtulec, Kateřina Vytejčková. Fotograf a filmař Ferdinand Bučina 1909–1994. Příprava vydání Tomáš Rasl, Kateřina Vytejčková. Praha: Spolek Ferdinanda Bučiny, 2020. 224 s. ISBN 978-80-270-8978-9.

### Nevydané knihy
- Zrání / Vzpomínka na Javorník, do roku 1942. Kniha měla zpracovat téma horňáckého venkovského života podstatně šířeji a zevrubněji, než první publikace Lidé z Javorníka. Fotografie vznikaly v letech 1941–1942. V roce 1942 byla již podepsána smlouva s nakladatelstvím Politika. Kniha ale nakonec nebyla vydána. Dochovala se maketa publikace, která obsahuje 146 fotografií na 126 stranách.
- Horňácké tváře, 1943–1944
- Letní den, 1955.
- Praha nevšední – leporelo 25 fotografií, nedatováno

## Výstavy
- Z Bučinovy cesty Podkarpatskou Rusí, ve výloze firmy Karel Pop (Spálená ul.), Praha 1936, nainstalována 24. listopadu 1936

### Posmrtné výstavy
- Krajina a lidé Horňácka, Velká nad Veličkou, Horňácké slavnosti, „Na tricátku“, 2000
- Krajina a lidé Horňácka, Javorník výročí 650. let vzniku obce, škola, 2000
- Ferdinand Bučina (1909–1994) fotograf lidí a krajiny Horňácka, Městské muzeum ve Veselí nad Moravou, 2002
- Autochromy Ferdinanda Bučiny, výstava Muzeum fotografie Šechtl a Voseček, 2009[6]
- Horňácko ve 40. letech minulého století, Velká nad Veličkou, Obecní úřad, při Horňáckých slavnostech, 2015
- Vzpomínka na Javorník, Cafe Citadela, Praha, 2015
- Ferdinad Bučina: Fotografie z Javorníka (Horňácko 40. léta 20. stol.), Mamacoffee, Vodičkova 6, Praha, 25. 4. – 15. 6. 2016
- Vzpomínka na Javorník, Ateliér Josefa Sudka, Újezd 30, Praha 1, 12. 10. – 20.11. 2016
- Vzpomínka na Javorník, galerie a kulturní prostor Moving Station, Plzeň, od 2. 2. do 21. 3. 2017
- Krajinami 1936 – 2016, Ferdinand Bučina a Tomáš Rasl, Galerie Thayana, Vranovský zámek,16.6 – 30.9. 2017
- Krajinami 1936 – 2016, Ferdinand Bučina a Tomáš Rasl, Česká Zemědělská univerzita, Fakulta Životního prostředí, duben – červen 2018
- Krajinami 1936 – 2016, Ferdinand Bučina a Tomáš Rasl, Zámek Křtiny, 24. 10. – 30. 11. 2018[7]
- Ferdinand Bučina / Letní retrospektiva, Galerie Františka Drtikola, Příbram, 16. 6. 2020 v 17.00 – 06. 9. 2020[8]
- Dědictví obrazu, kurátor Pavel Vančát , Ferdinande Bučina spolu s vnukem Tomášem Raslem – Galerie G4 – ART CENTRUM GALERIE 4, Františkánské Náměstí, Cheb 21. 3 –9. 5. 2025

### Účast na výstavách
- Příroda obrazem, Národní muzeum, Praha 1934.
- Fotografie ve službách cestovního ruchu, Umělecko - průmyslové muzeum, Praha 1941.
- Zotavení a pohostinství v Čechách a na Moravě, Umělecko - průmyslové muzeum, Praha 1942.
- V. světový festival mládeže a studentstva ve Varšavě, Varšava 1955.
- Fotografie 1959, Galerie Čs. spisovatele, Praha 1959.
- Hráči, skupinová tematická výstava, Galerie moderního umění v Hradci Králové, 2009
- Hráči, skupinová tematická výstava, Alšova jihočeská galerie v Hluboké nad Vltavou, 2009
- Tachovsko: krajina v paměti / paměť v krajině, Muzeum Českého lesa v Tachově, Západočeská univerzita v Plzni, 2014
- Spřízněni volbou. Podkarpatské a rusínské inspirace a výzvy v české literatuře. Výstava k 100. výročí vzniku Československa. Slovanská knihovna a Společnost přátel Podkarpatské Rusi. Národní knihovna ČR – Klementinum, Praha 11. 2018 – 10. 1. 2019
- Salon České fotografie, Topičův Salon, Praha , 4.–9.12. 2018

## Galerie

Lidé z Javorníka
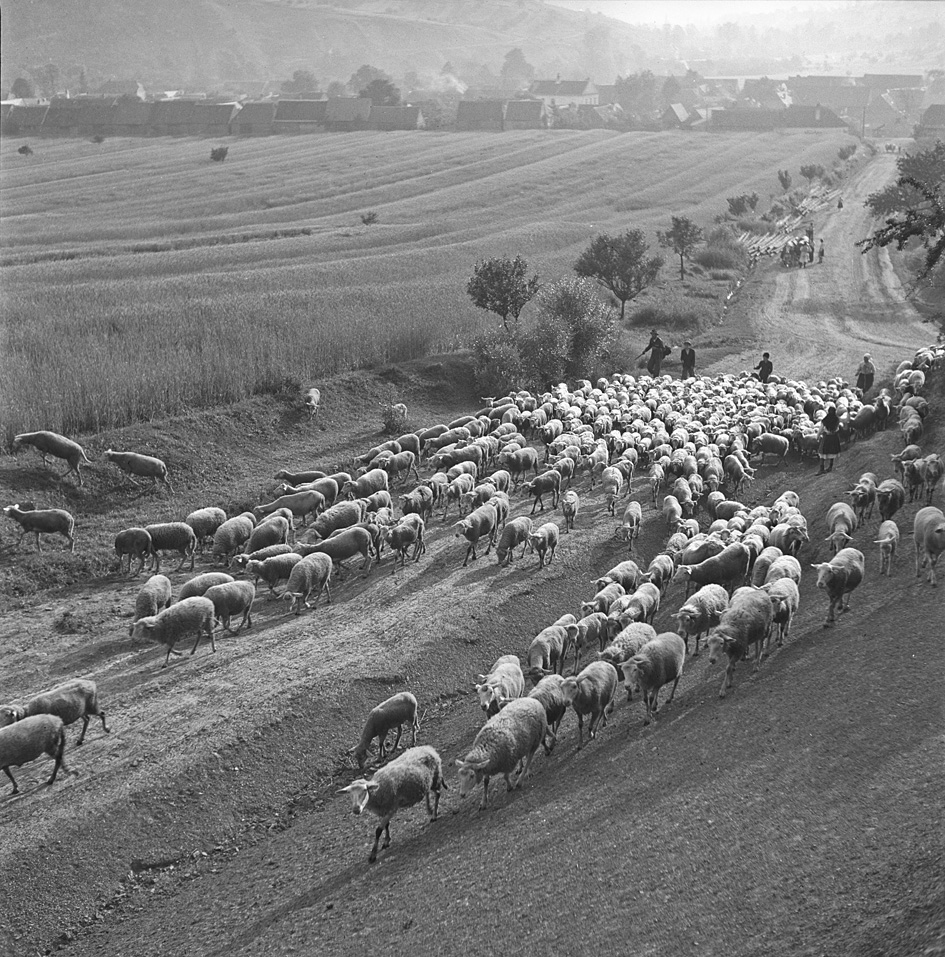
Javorník, Horňácko, ovce na pastvě
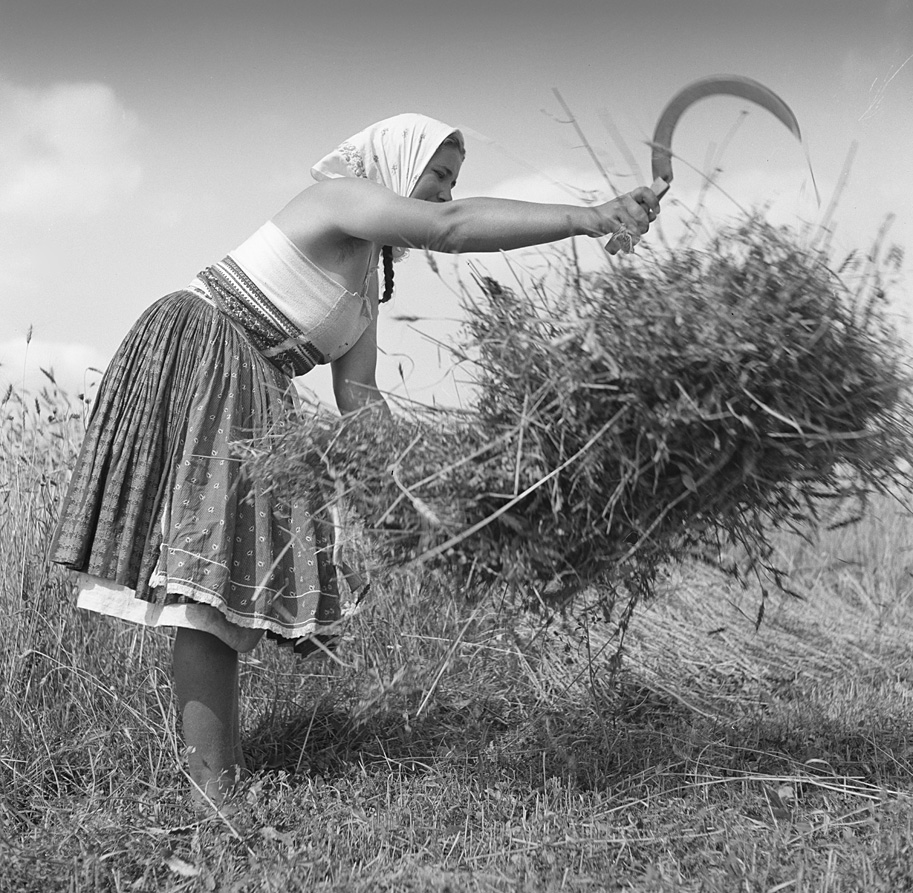
Javorník, Horňácko, tzv. „hrstě“ sklízení obilí
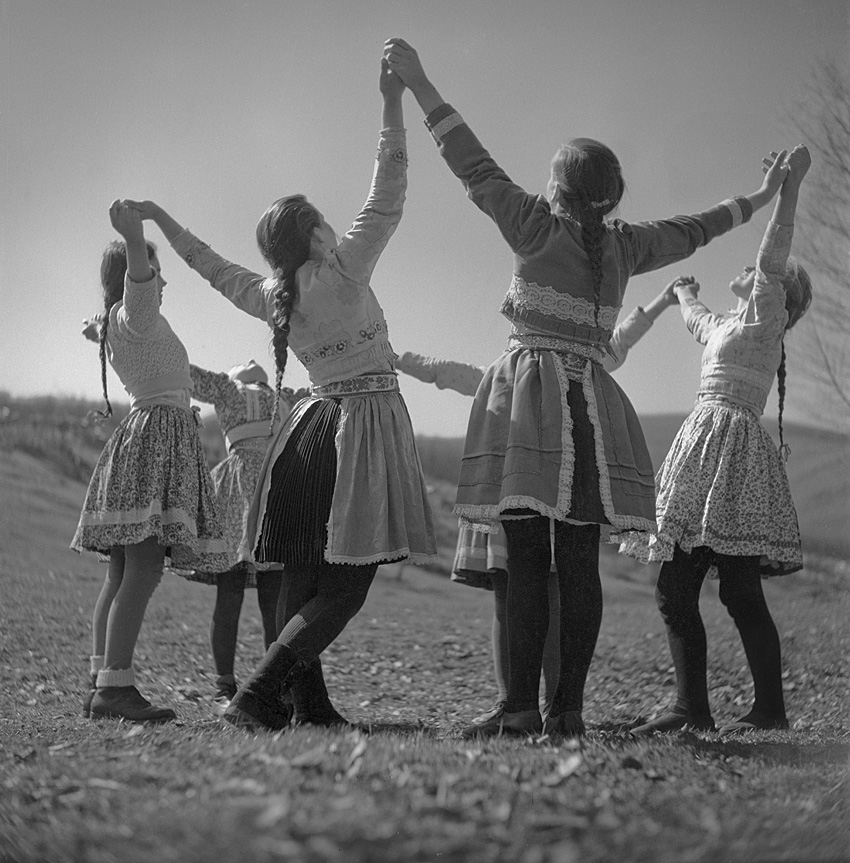
Javorník, Horňácko, kruhový tanec
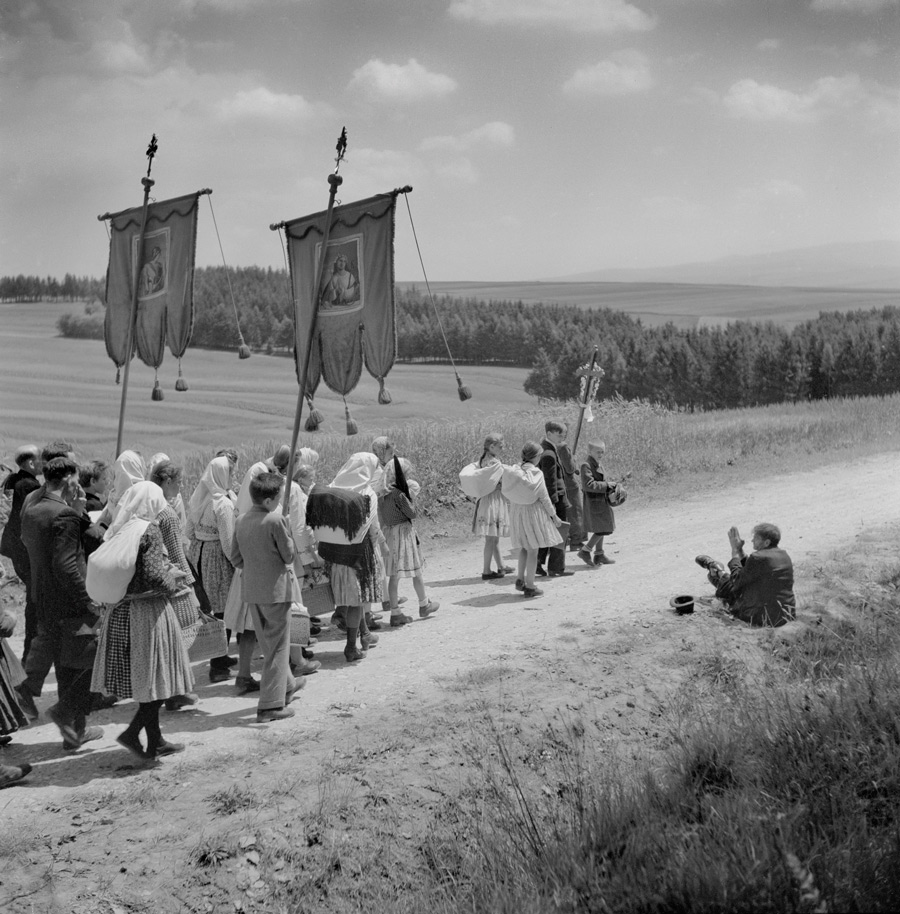
Horňácko, procesí

Praha
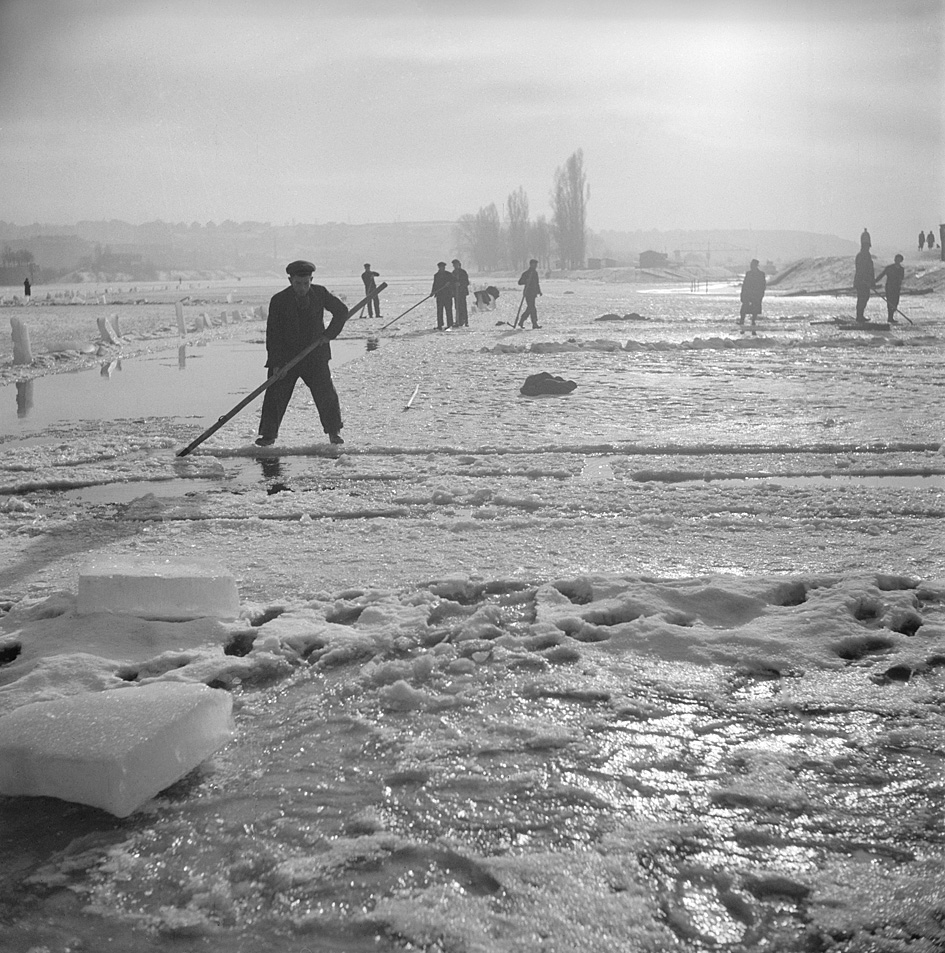
Praha, ledaři pod Vyšehradem, asi 40. léta
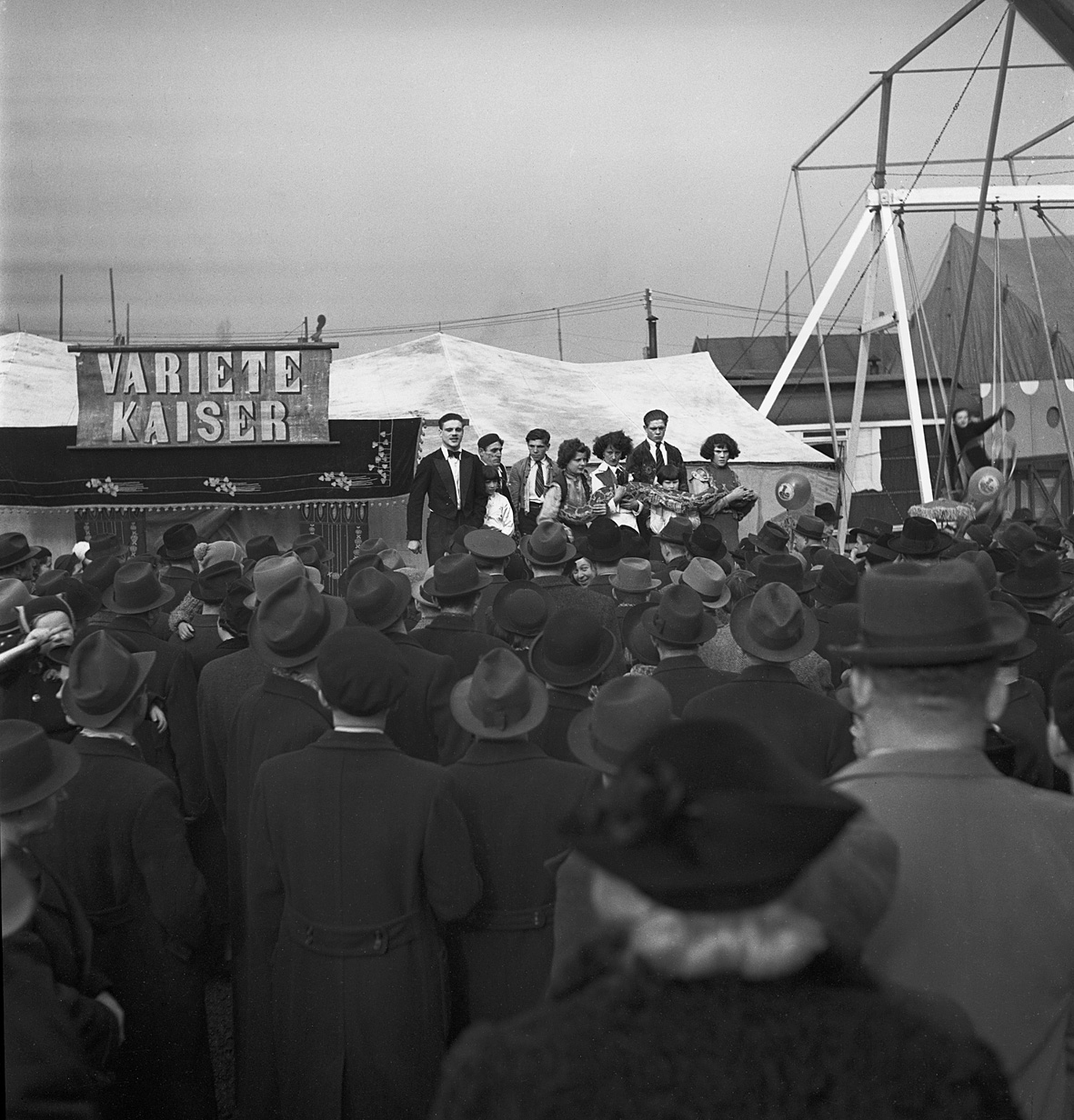
Matějská pouť, varieté Kaiser, 30.–50. léta
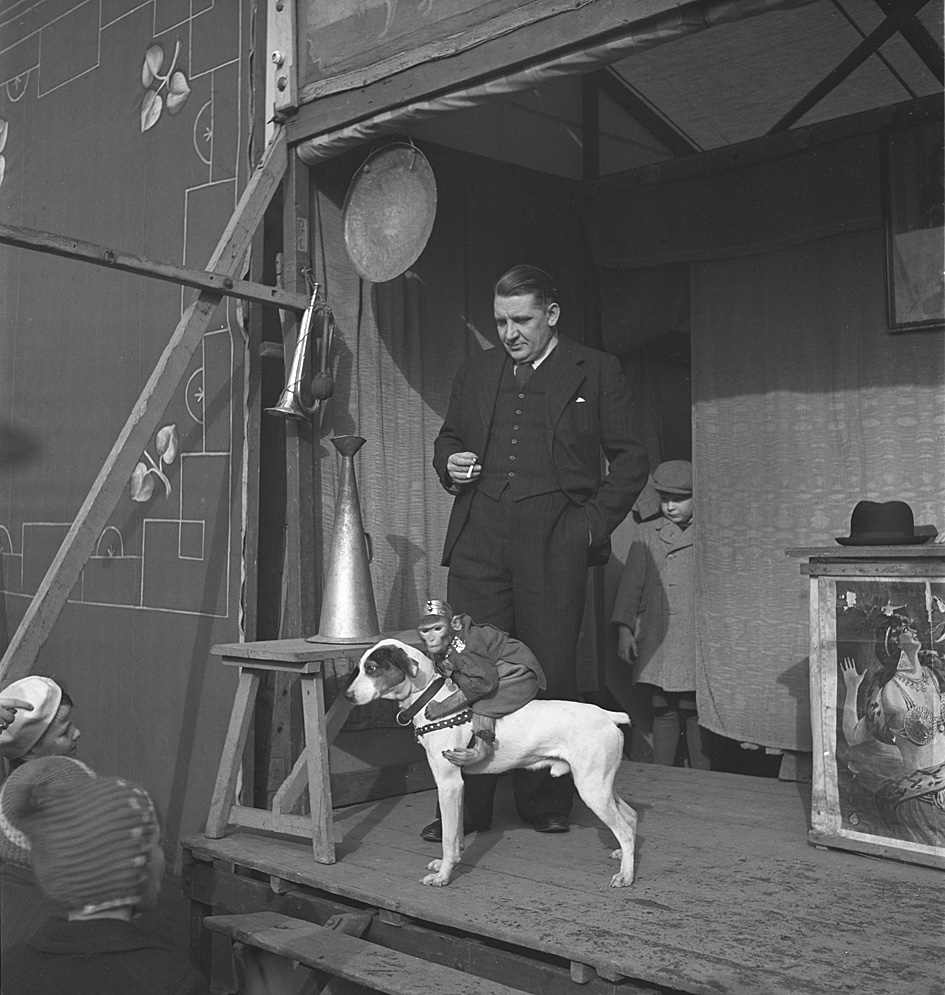
Matějská pouť, varieté, 30.–50. léta
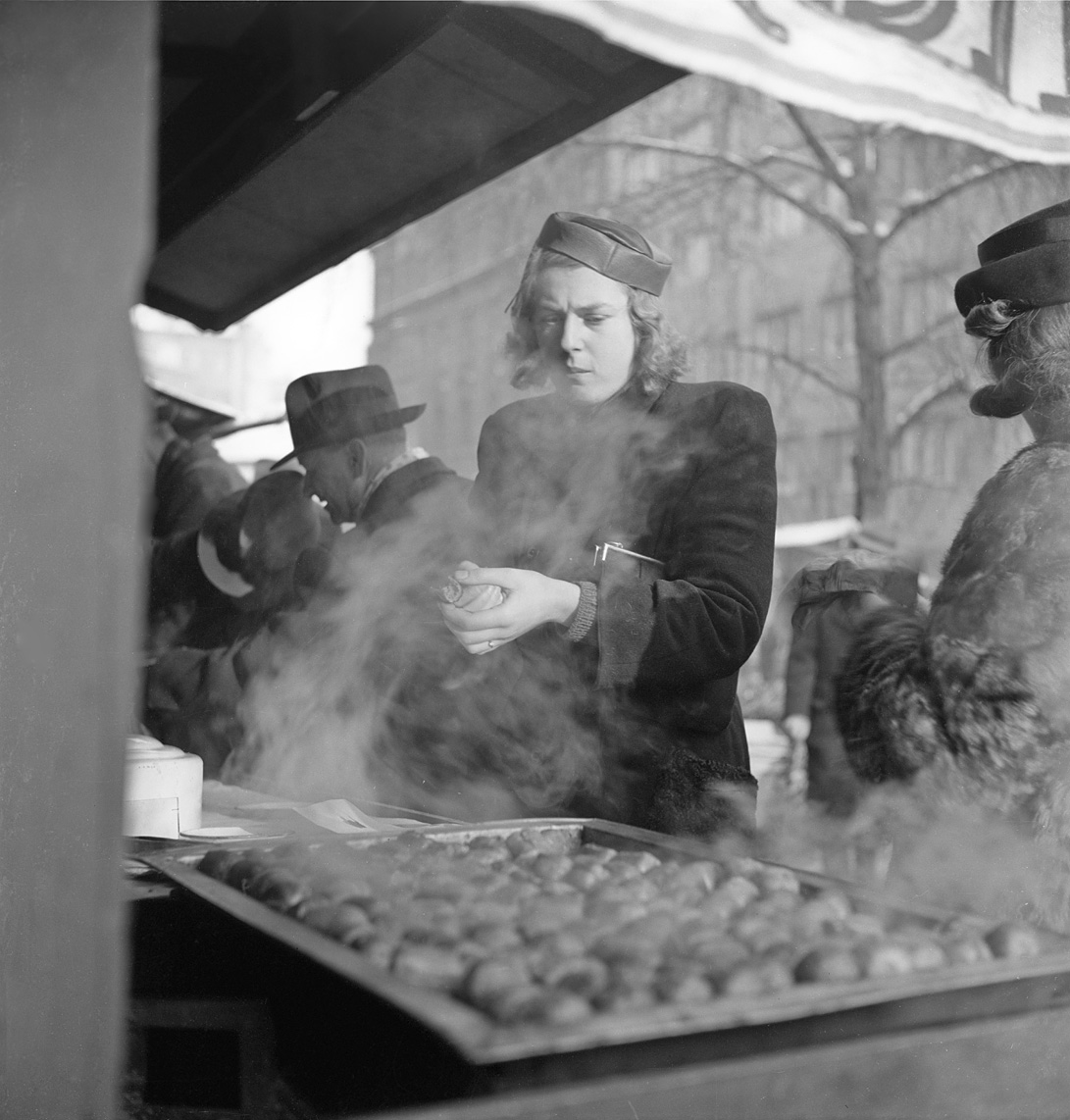
Praha, prodej pečených kaštanů, 30.–40. léta
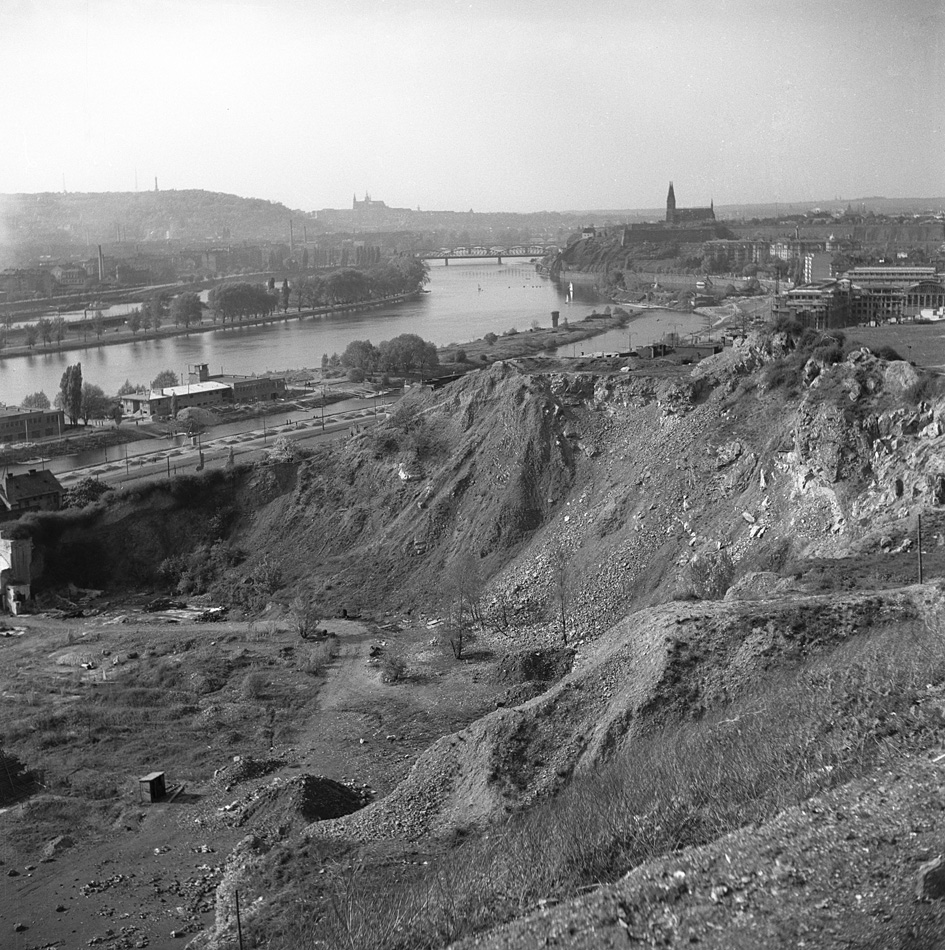
Praha, vápencový lom v Podolí, dnes místo plaveckého bazénu, 30.–50. léta
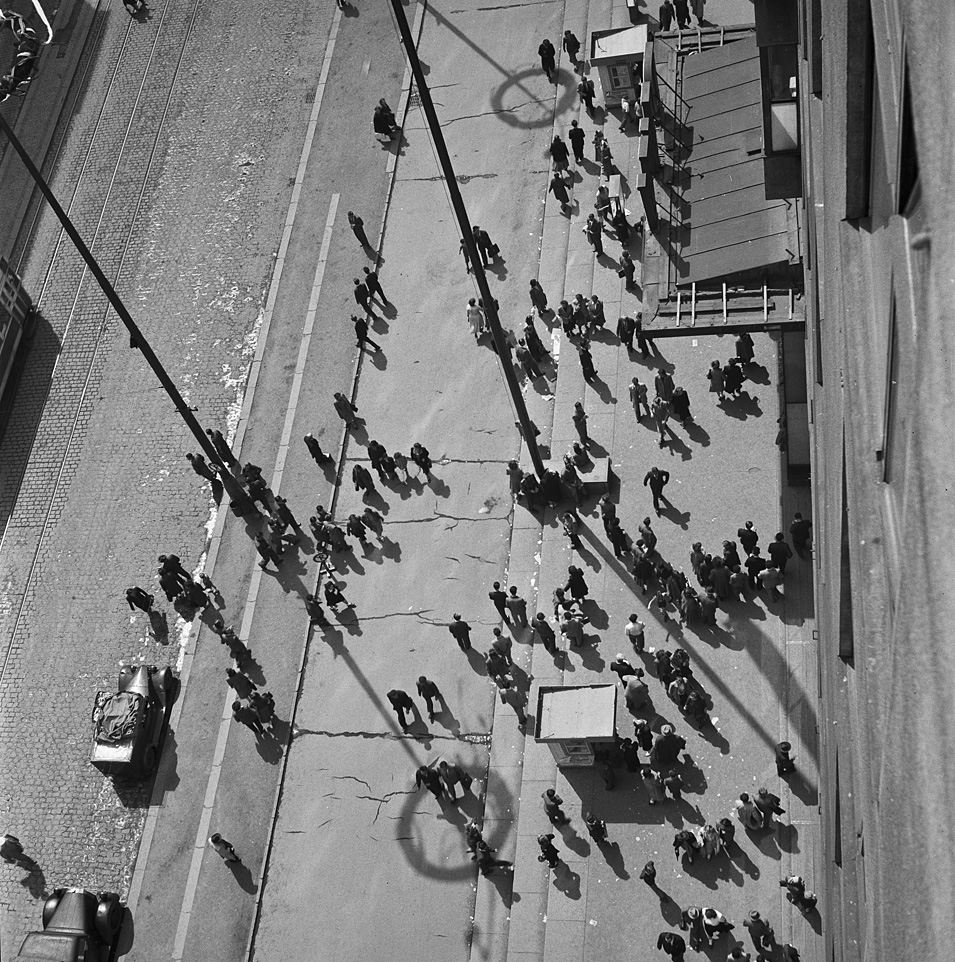
Praha, Pražský vzorkový veletrh, nedatováno
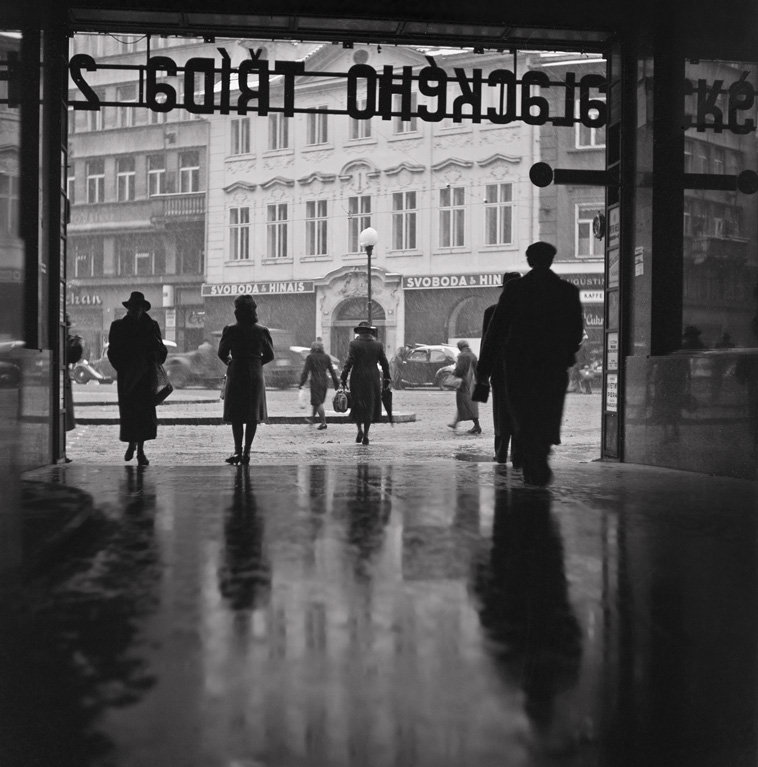
Praha, průhled z pasáže Divadla Vlasty Buriana do Vodičkovy a Jungmannovy, 1940/1941
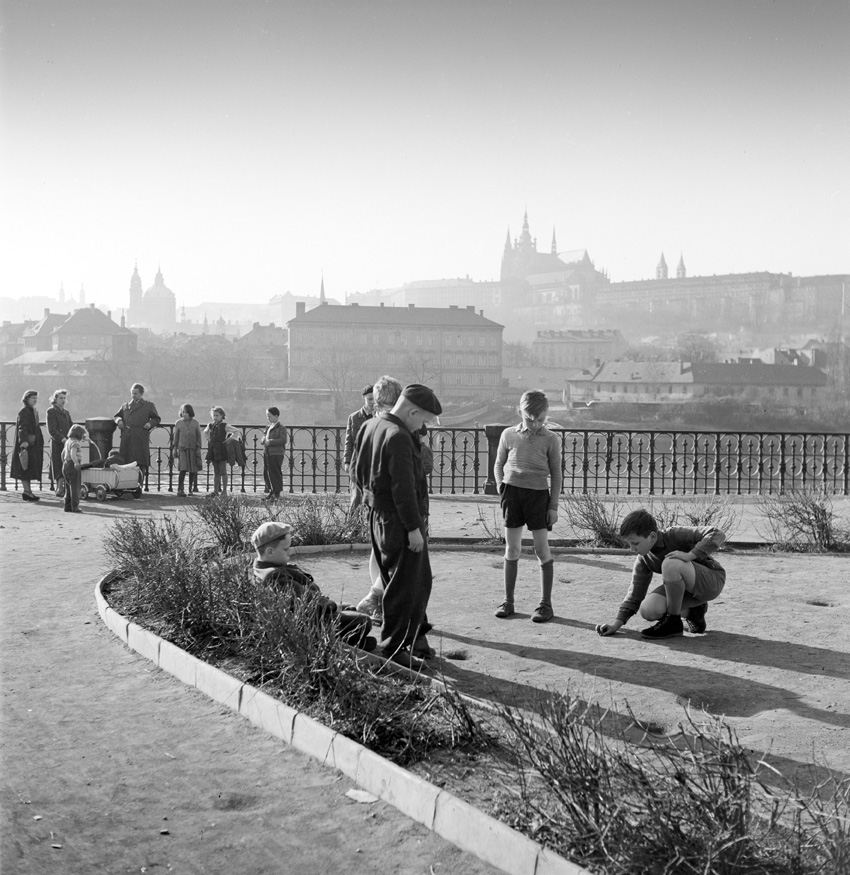
Alšovo nábřeží, kluci hrají kuličky, 50. léta 20., stol.

Ostatní
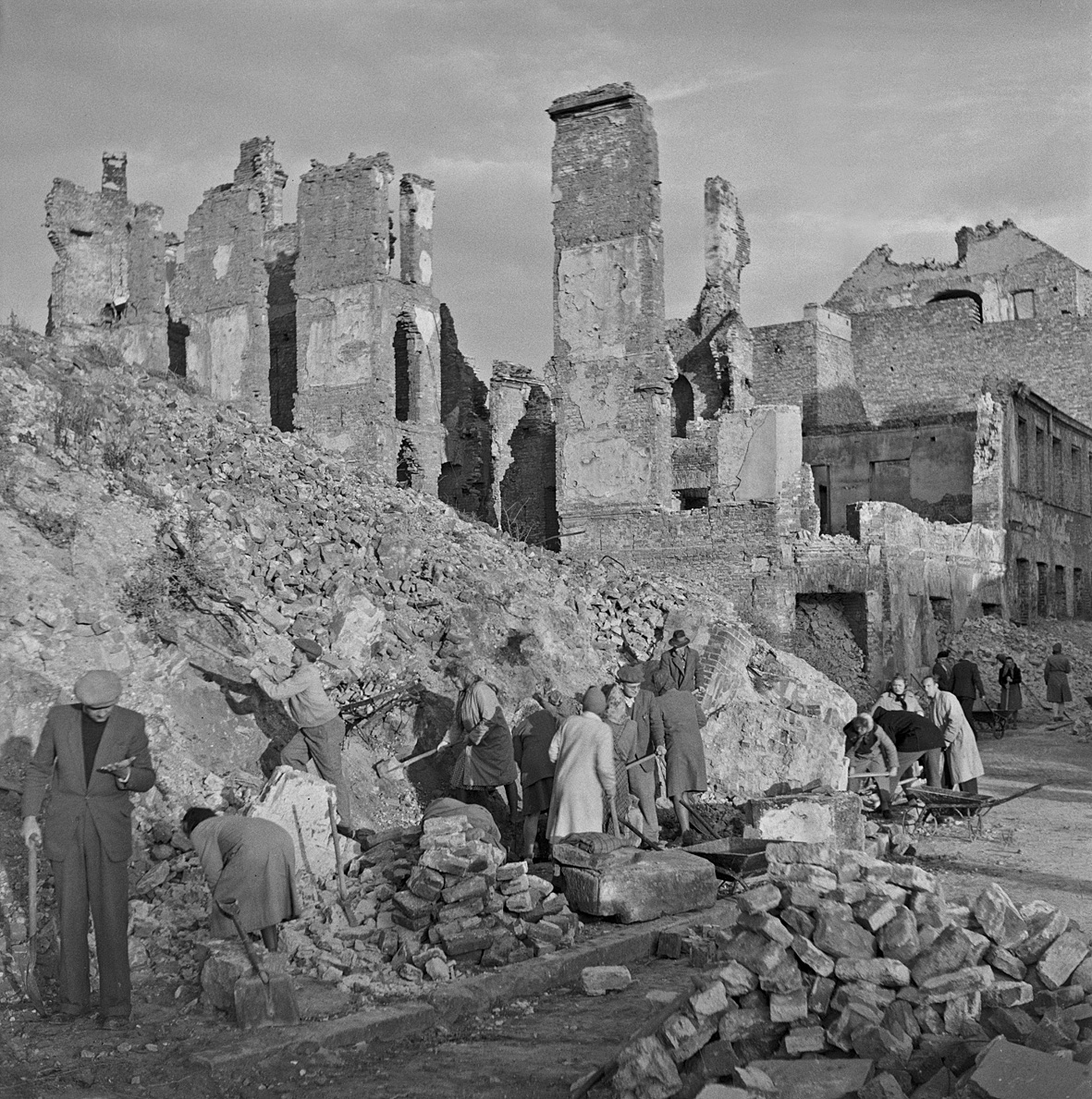
Varšava po válce, odklízení ruin, 1949
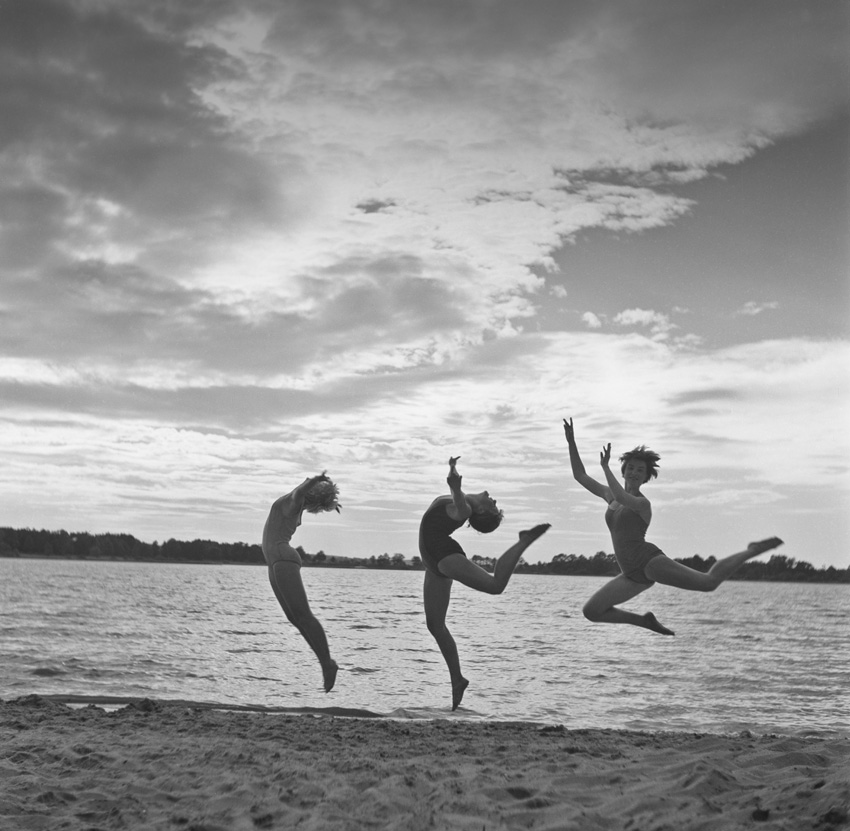
Výskok, Jižní Čechy, 30.–50. léta
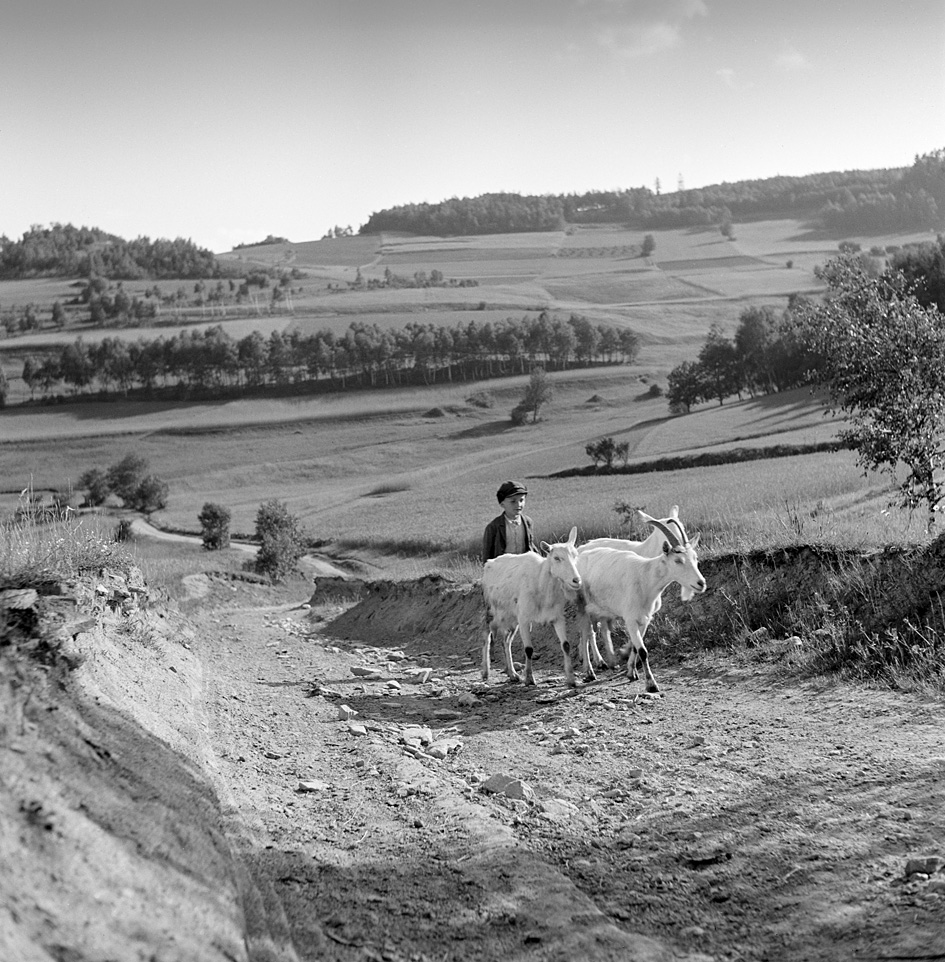
Pasáček koz nedaleko Pernštejna, 30.–40. léta
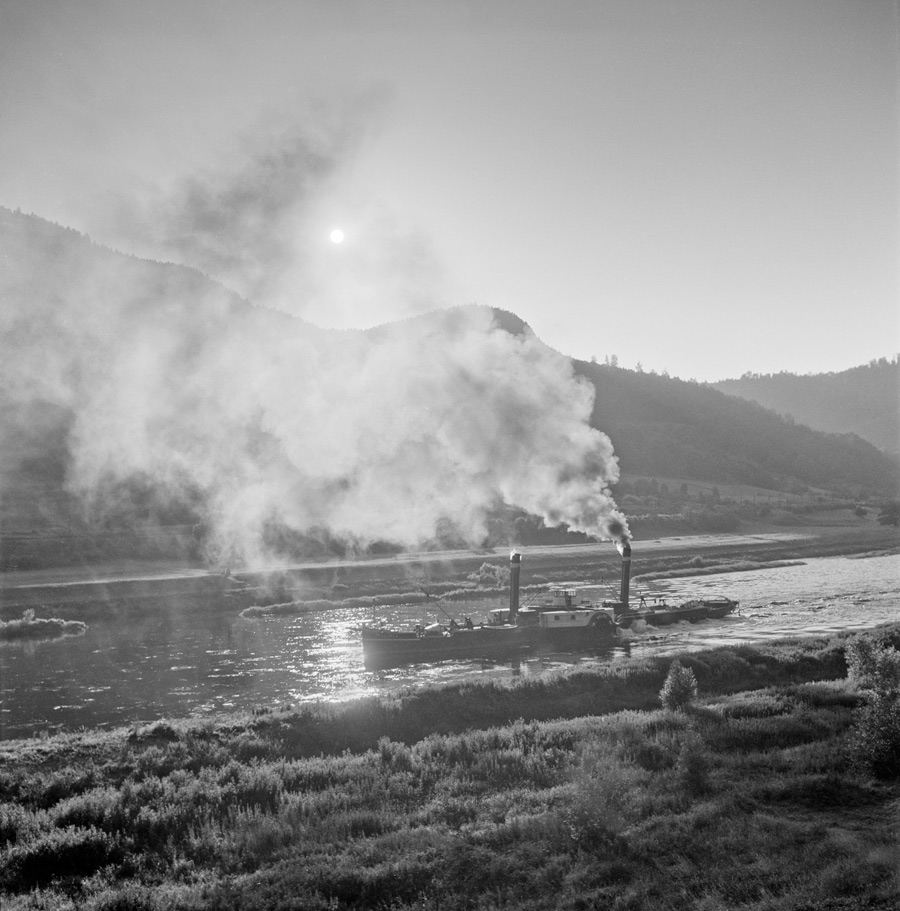
Parník na Labi, 30.–50. léta

## Zastoupení ve sbírkách
- Muzeum Prahy

#### Monografie
- Gabriela Fatková, Tomáš Rasl, Marcela Starcová, Václav Štěpánek, Vít Trachtulec, Kateřina Vytejčková. Fotograf a filmař Ferdinand Bučina 1909–1994. Příprava vydání Tomáš Rasl, Kateřina Vytejčková. Praha: Spolek Ferdinanda Bučiny, 2020. 224 s. ISBN 978-80-270-8978-9.